# Leandro Assi
Pour les articles homonymes, voir Assi.

a Compétitions nationales et continentales officielles uniquement.

Dernière mise à jour le 24 avril 2020.
Leandro Mario Assi, né le 27 avril 1989 à San Nicolás de los Arroyos, est un joueur argentin de rugby à XV évoluant au poste de pilier dans le club du RC Suresnes.

## Carrière
Formé aux Regatas de San Nicolás, il dispute une saison à Venise en Italie en 2009-2010. Après un retour en Argentine à Belgrano, il retente sa chance en Europe à Aix-en-Provence en tant que joker médical. Il signe au Biarritz olympique en 2016. Non conservé à la fin de son contrat, il retourne à Aix-en-Provence pour la saison 2018-2019.
En mai 2020, il s'engage au CS Bourgoin-Jallieu pour la saison 2020-2021.
Lors de l'intersaison 2022, il s'engage avec le RC Suresnes évoluant en Championnat de France de rugby à XV de Nationale où il dispute 25 matchs lors de sa première saison.

## Palmarès
- Demi-finaliste de Pro D2 : 2017